# 朴重奎
朴 重奎（パク・ジュンギュ、1983年11月2日 - ）は、韓国・ソウル特別市出身のハンドボール選手。

## 経歴
2015年11月に日本ハンドボールリーグの大同特殊鋼へ加入。2015-16年シーズンはベストセブンに選出された。
2016年8月に行われた第6回全日本社会人ハンドボール選手権大会ではベストセブンに選出。
2016-17年シーズンは2年連続となるベストセブンに選ばれた。
2017年5月の第7回社会人選手権では2大会連続でベストセブンに選出された。
2017-18年シーズンから背番号を「8」へ変更した。同シーズンは3年連続でベストセブン賞を受賞。
2018-19年シーズン限りで大同特殊鋼を退団。

## 詳細情報

### 年度別成績
| 年       | チーム     | 試合 | フィールド 得点 | 率   | 7m  | 合計    | 警告 | 退場 | 失格 |
| -------- | ---------- | ---- | --------------- | ---- | --- | ------- | ---- | ---- | ---- |
| 2015-16  | 大同特殊鋼 | 11   | 44/67           | .657 | 0/0 | 44/67   | 2    | 5    | 0    |
| 2016-17  | 大同特殊鋼 | 16   | 61/82           | .744 | 0/0 | 61/82   | 6    | 3    | 0    |
| 2017-18  | 大同特殊鋼 | 24   | 80/110          | .727 | 0/0 | 80/110  | 9    | 8    | 0    |
| 2018-19  | 大同特殊鋼 | 24   | 64/92           | .696 | 0/0 | 64/92   | 7    | 12   | 0    |
| JHL：4年 | JHL：4年   | 75   | 249/351         | .709 | 0/0 | 249/351 | 24   | 28   | 0    |

- 各年度の太字はリーグ最高

### JHLプレーオフ
| 年      | チーム     | 試合                       | フィールド 得点 | 率    | 7m  | 合計 | 警告 | 退場 | 失格 |
| ------- | ---------- | -------------------------- | --------------- | ----- | --- | ---- | ---- | ---- | ---- |
| 2015-16 | 大同特殊鋼 | 大崎電気戦 (準決勝)        | 1/1             | 1.000 | 0/0 | 1/1  | 0    | 0    | 0    |
| 2016-17 | 大同特殊鋼 | 湧永製薬戦 (準決勝)        | 0/2             | .000  | 0/0 | 0/2  | 1    | 0    | 0    |
| 2016-17 | 大同特殊鋼 | 大崎電気戦 (決勝)          | 4/5             | .800  | 0/0 | 4/5  | 1    | 1    | 0    |
| 2017-18 | 大同特殊鋼 | 豊田合成戦 (1stステージ)   | 0/1             | .000  | 0/0 | 0/1  | 0    | 1    | 0    |
| 2017-18 | 大同特殊鋼 | トヨタ車体戦 (2ndステージ) | 5/5             | 1.000 | 0/0 | 5/5  | 1    | 0    | 0    |
| 2018-19 | 大同特殊鋼 | トヨタ車体戦 (1stステージ) | 2/3             | .667  | 0/0 | 2/3  | 0    | 0    | 0    |

### タイトル・表彰

#### 日本ハンドボールリーグ
- ベストセブン賞：3回 (2015年・2016年・2017年)

#### 社会人選手権
- ベストセブン：2回 (2016年・2017年)

### 記録

#### 日本ハンドボールリーグ
- フィールドゴール初得点：2015年12月5日、対トヨタ車体戦（高松市香川総合体育館）[10]
- 50試合連続得点：2018年3月4日、対北陸電力戦（北陸電力福井体育館フレア）[11]

### 背番号
- 22 (2015年 - 2017年)
- 8 (2017年 - 2019年)